# Elisabeth Fürst

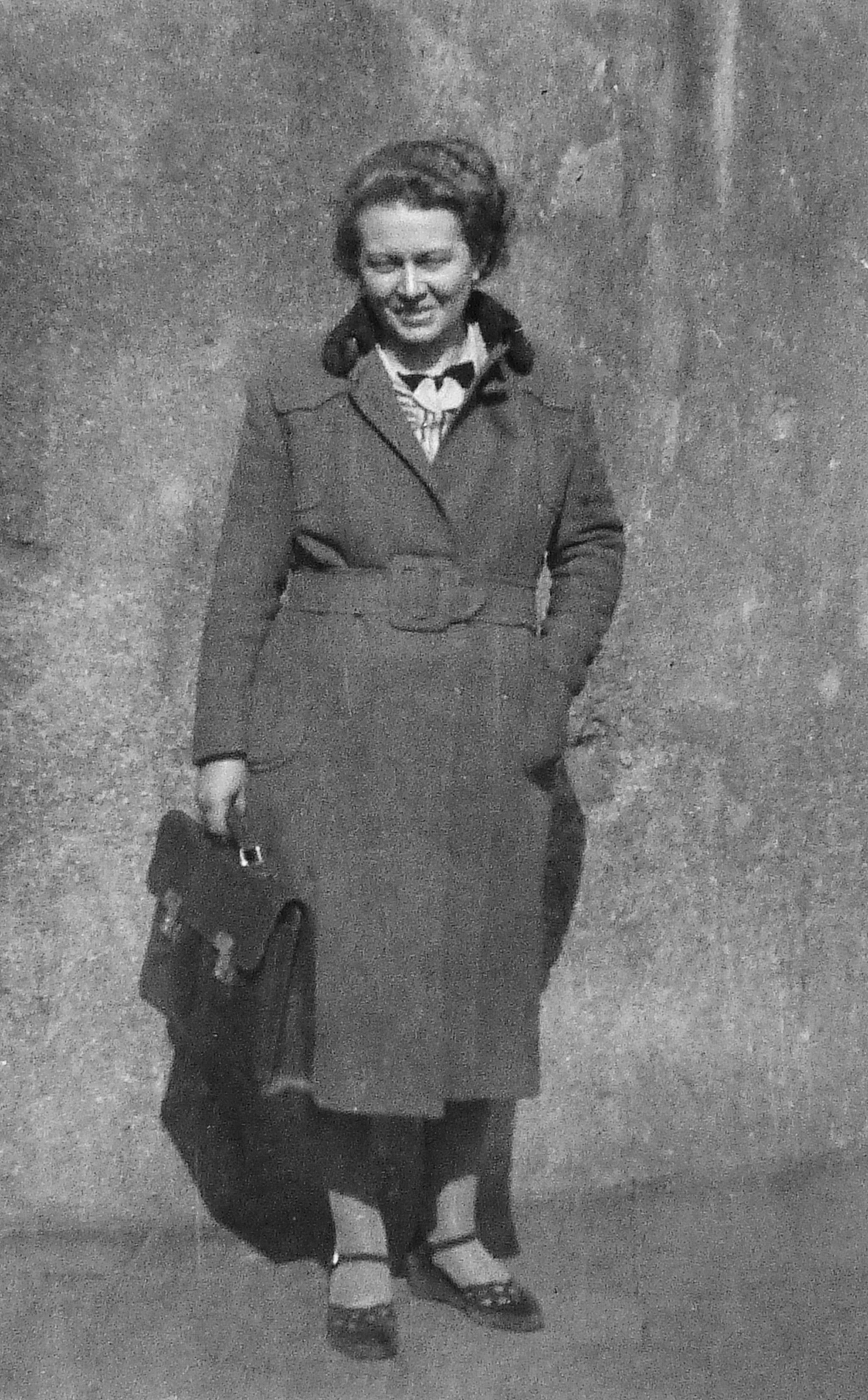
Elisabeth Fürst 1953

Elisabeth Fürst (* 24. Dezember 1904 in Nürnberg; † 1989 ebenda) war eine Grundschuloberlehrerin und Autorin in Nürnberg.

## Leben
Ihr Vater war ein Lehrer aus Unterfranken, die Mutter stammte aus Nürnberg. Den Tag ihrer Geburt schilderte Elisabeth Fürst in Mundart:

„Geborn in Nermberg am Christkindlsobnd

und gor an an Sunntog derzou,

wenn des nix bedeit, na mou i scho sogn:

Möih hob i mer gebn ober gnou!
En Christbam, den hob i als Erschtes og’schaut

und wöi’s mi zer Taf hom hietrogn,

do wern bal döi Kindsi und Hebamm’ derfrurn,

su kalt wor’s der do, net zun sogn.“

Sie war bis 1966 als Grundschullehrerin in Nürnberg tätig, absolvierte währenddessen ein privates Sprachstudium und unternahm mehrere Auslandsreisen, unter anderem nach Griechenland.
Ihre Schwester war Kunsterzieherin an der Labenwolf-Oberrealschule in Nürnberg. Beide waren unverheiratet. 1966 gründete Elisabeth Fürst gemeinsam mit einigen anderen Autoren das Collegium Nürnberger Mundartdichter, das bis heute besteht.
Sie schrieb Lyrik und Prosa auf Hochdeutsch und Mundart; über hundert Gedichte wurden von verschiedenen Komponisten vertont.

## Werke
- Nürnberger Weihnacht. Laienspiel mit Liedern von Martin Lutschewitz. Bärenreiter Verlag, Kassel und Basel 1954
- Gesicht einer Landschaft. Nürnberg-Franken. Freudinger-Verlag, Nürnberg
- Heimat Europa. Gedichte. Lorenz Spindler Verlag, Nürnberg 1963
- Auf Seide geschrieben. Aus dem Leben des Malers und Dichters Kiu. Versroman. Verlag Glock und Lutz, Nürnberg 1965
- Land der Silberdistel. Gedichte aus dem Nordgau. Lorenz Spindler Verlag, Nürnberg
- Die heilige Woche. Passion-Ostern, Sprechoratorium. Hohenloher Druck- und Verlagshaus, Gerabronn
- Leben und Tod des Soldaten Kama. Aus einem Nachlass. Verlag Glock und Lutz, Nürnberg 1968
- Heilige Zeit. Von Advent bis Dreikönig. Gedichtsammlung für weihnachtliche Feierstunden. Hohenloher Druck- und Verlagshaus, Gerabronn 1978, ISBN 3-87354-073-8.
- Da lachst di scheckat. Gedichte. Verlag Glock und Lutz, Nürnberg
- Der lustige Fremdenführer. Gedichte. Verlag Glock und Lutz, Nürnberg 1965
- G’schichten aus’m Alltog. Neue Gedichte. Verlag Glock und Lutz, Nürnberg 1965
- Dö Weihnachtsg’schicht. So wöi’s der alt Schober Hans immer derzillt hat. Verlag Glock und Lutz, Nürnberg 1973
- Eppelein von Gailingen. Eine gar ergötzliche Comedia für Jungi und Alti. Verlag Glock und Lutz, Nürnberg 1973
- Das Bauernjahr. Gedichtla und G’schichtla. Verlag Glock und Lutz, Nürnberg 1978, ISBN 3-7738-5776-7.
- Allmächt, etz su wos! Wos alles inera Stadt bassöirt, beschriem in Boesie und Brosa. Verlag Glock und Lutz, Nürnberg 1978, ISBN 3-7738-5777-4.
- Das Spiel vom Heiligen Sebaldus. In fünf Aufzügen mit Zwischenspielen. Offsetdruck Karl Frey, Nürnberg